# Киевская улица (Ялта)
Киевская улица — улица в Ялте. Проходит через исторический центр города от улицы Карла Маркса до Южнобережного шоссе.
Идёт по правому берегу реки Дерекойка.
Движение транспорта по улице одностороннее, по направлению к морю. По улице проходит маршрут троллейбуса

## История

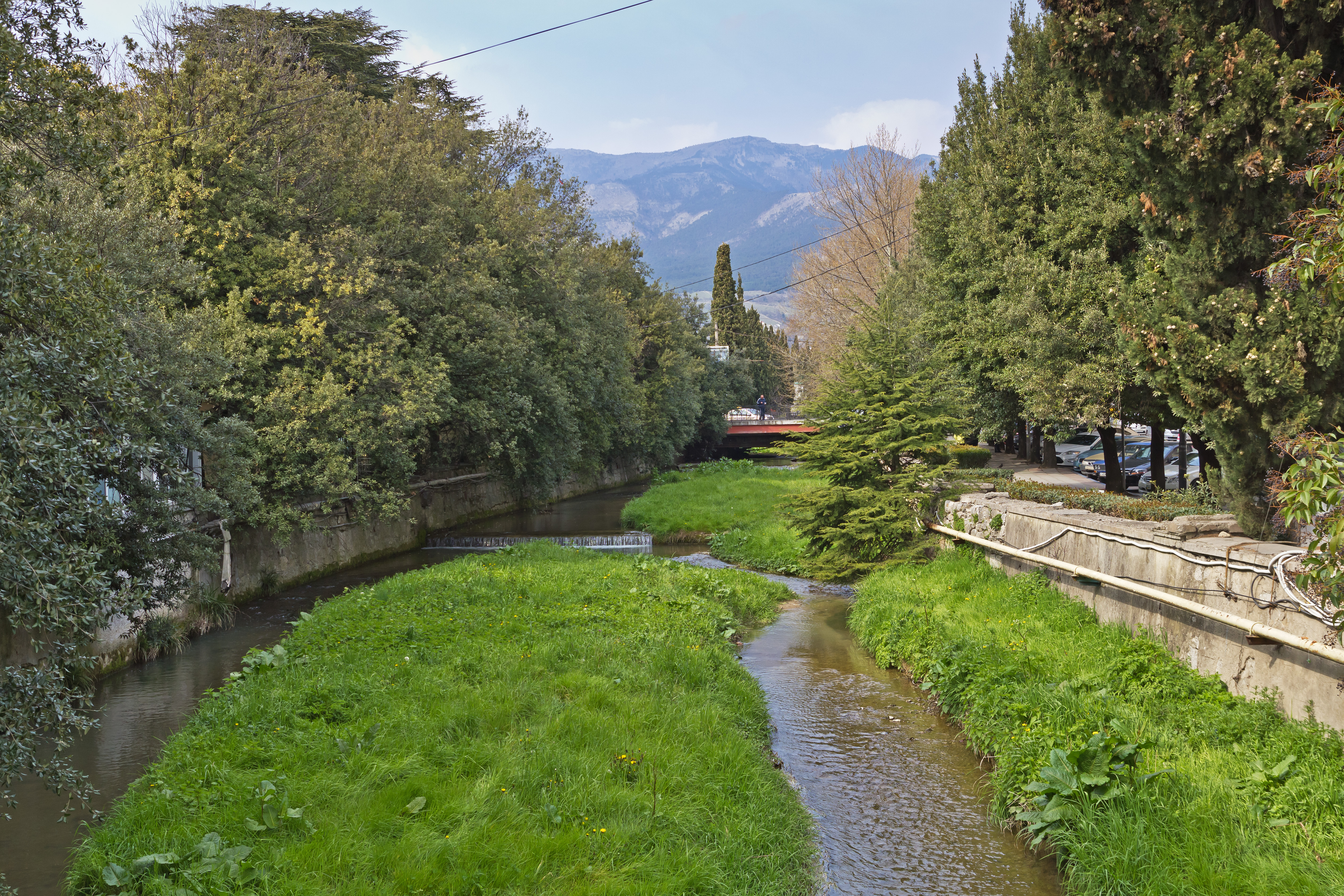
Дерекойка

Относительно молодая улица города. В начале XX века берега реки Дерекойки не были оформлены набережными за исключением короткого участка левого берега реки у её впадения в море (Графский проезд).
К пятидесятилетию установления Советской власти по проекту архитектора Союздорпроекта (Тбилисский филиал) Г. В. Чахаева (мемориальная доска на здании автовокзала) в декабре 1966 года на улице возведено здание Ялтинского автовокзала. Городской автовокзал был переведён сюда с улицы Игнатенко.
В 1960 году, к 110-летию со дня рождения художника Ф. А. Васильева (1850—1873), среди зеленых газонов курдонера, образуемого домами № 8, 10, 12 по улице, на постаменте из диорита установлен бронзовый бюст художника работы скульптора Н. Л. Савицкого, архитектора П. А. Старикова.

## Достопримечательности
д. 25 — Центральный рынок
д. 66/2 — Соборная мечеть Ялты
- Бюст художника Ф. А. Васильева  Объект культурного наследия народов РФ регионального значения. Рег. № 911710906350005 (ЕГРОКН)[5]

## Известные жители
- д. 8 — Герой Социалистического Труда, главный инженер-винодел винкомбината «Массандра» И. Н. Околелов и почётный гражданин Ялты, начальник Ялтинского морского порта А. В. Степанов[6].
- д. 7 — Герой Советского Союза М. В. Борисов (на доме установлена мемориальная доска)[7].